# Schwerborn
Schwerborn, Erfurt-Schwerborn – dzielnica miasta Erfurt w Niemczech, w kraju związkowym Turyngia.